# The Voidoids
The Voidoids, nebo také Richard Hell & The Voidoids; byla americká punk rocková skupina, založená v roce 1976 v New Yorku. Frontmanem skupiny byl básník a písničkář Richard Hell. V letech 1976-1978 v této skupině hrál na bicí Marc Bell, později známý jako Marky Ramone ve skupině Ramones.

## Diskografie

### Alba
- Blank Generation (1977)
- Destiny Street (1982)
- Funhunt (živé) (1989)